# Cay Kristiansen
Cay Kristiansen (født 19. juni 1925 i København - 27. februar 2014) var en dansk skuespiller.
Kristensen var uddannet fra Det Kongelige Teaters Elevskole i 1952 og fik desuden en privat sanguddannelse. Han medvirkede i både skuespil og operaer, bl.a. Figaros Bryllup på Den Fynske Opera. En kort overgang – fra 1964 til 1965 -arbejdede han som talepædagog på Danmarks Lærerhøjskole.

## Filmografi
- Ordet (1955)
- Guld og grønne skove (1958)
- Babettes gæstebud (1987)

### Tv-serier
- Bryggeren (1996-1997)